# Leokino Cinematograph

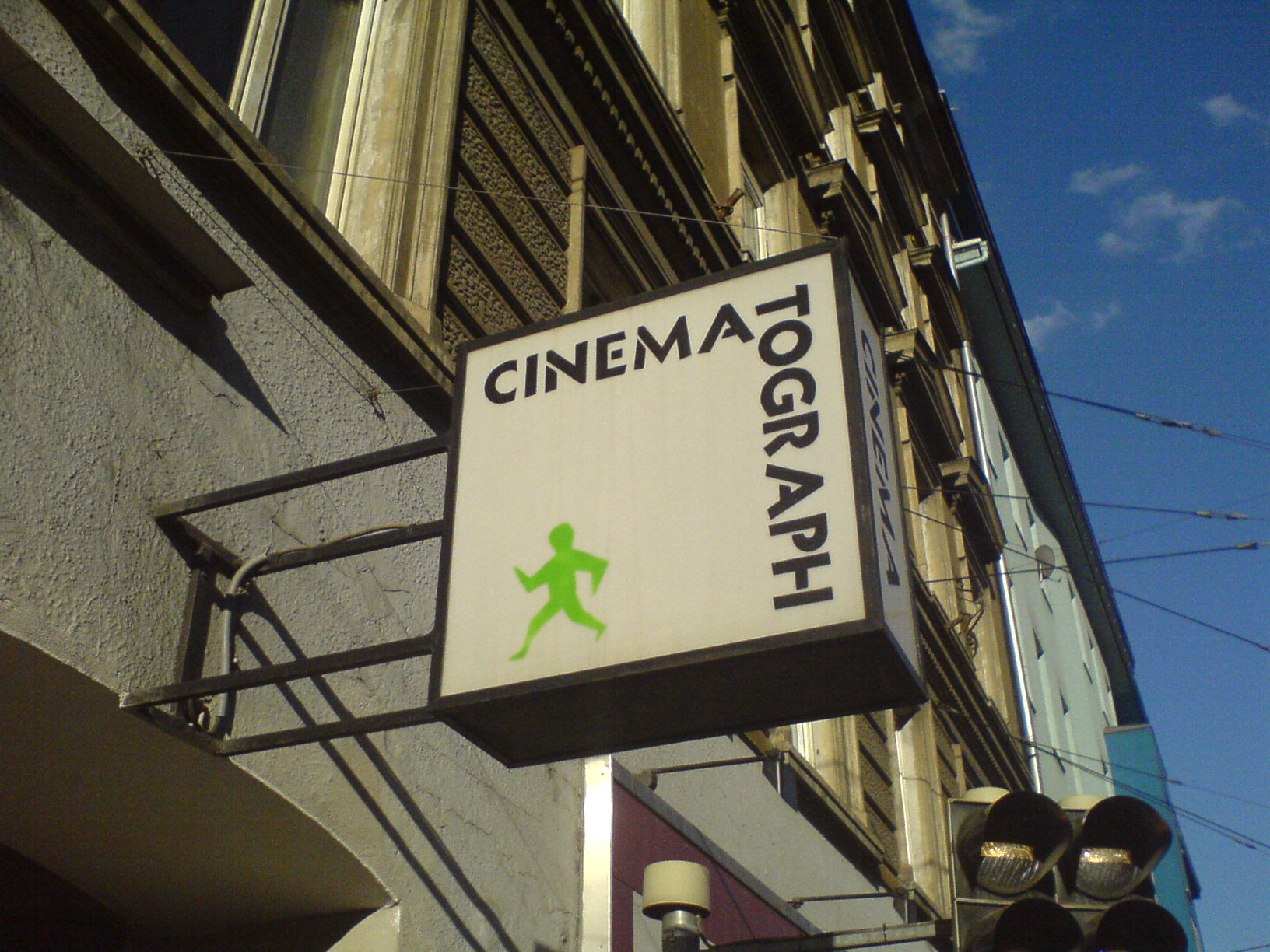
Eingang zum Cinematograph in der Museumstraße

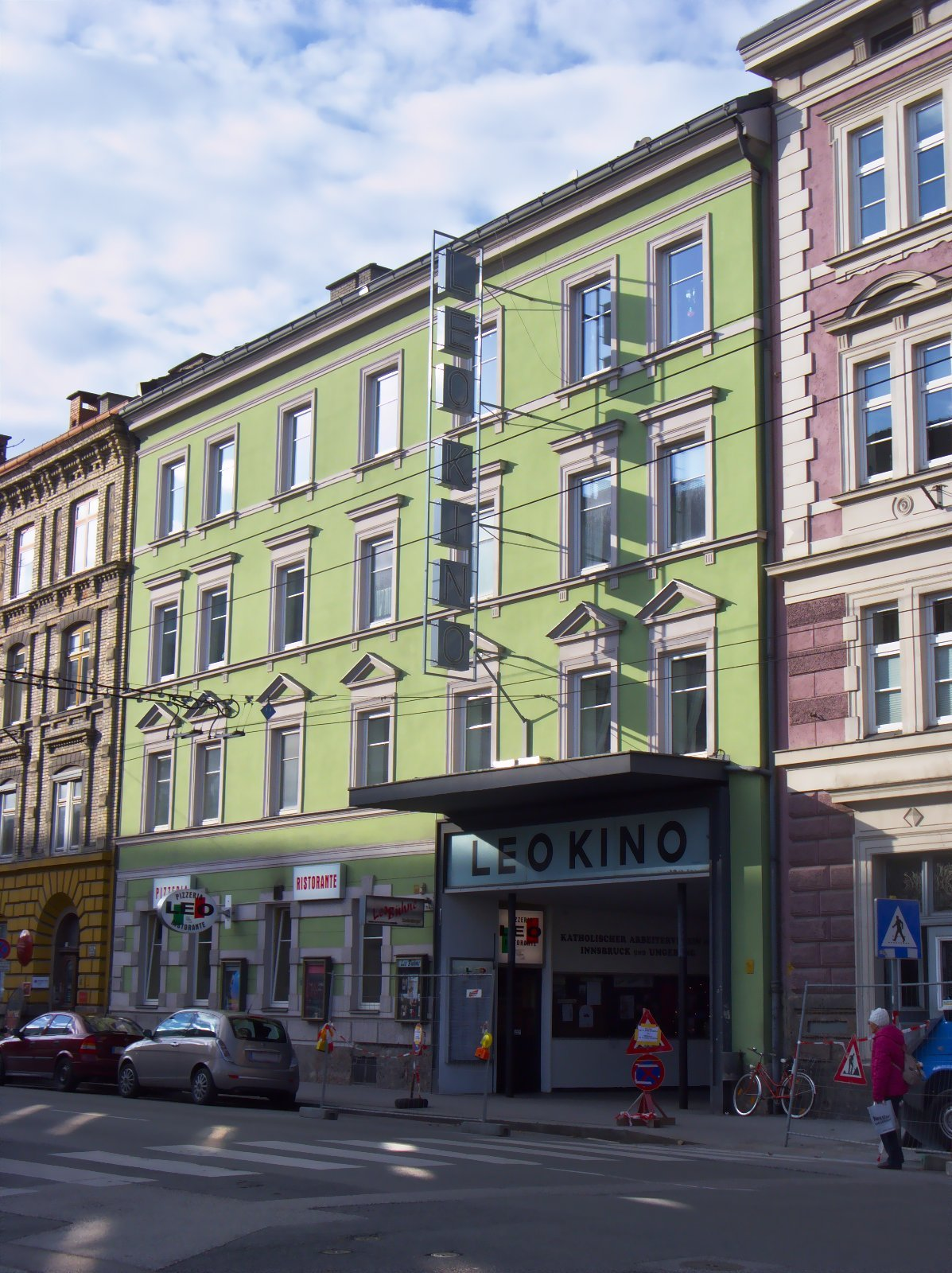
Leokino in der Anichstraße

Das Leokino und der Cinematograph sind zwei Programmkinos in Innsbruck. Sie werden vom Otto Preminger Institut, OPI, Verein für Audiovisuelle Mediengestaltung in Innsbruck betrieben. Es handelt sich um die beiden bedeutendsten Spielstätten für alternatives Kino abseits des Mainstream in Westösterreich.

## Geschichte

### Otto Preminger Institut und Cinematograph
Das Otto Preminger Institut, benannt nach dem exilierten österreichischen Hollywoodregisseur Otto Preminger (1905–1986), wurde 1972 von Studierenden der Universität Innsbruck gegründet. Zwischen 1972 und 1984 wurden wechselnde Standorte, darunter das Olympiakino in der Höttinger Au, dann ein Saal am Innrain bis zu dessen behördlich erzwungener Schließung im Jahr 1980, bespielt. Daraufhin wurde ein Hinterhofgebäude in der Schöpfstraße im Stadtteil Wilten zu einem Kinosaal mit etwa 48 Sitzplätzen umgebaut, das 1981 in Betrieb gehen konnte. 1984 wurde der derzeitige Spielort Museumstraße, in der Nähe des Hauptbahnhofes eröffnet.
1989 wurde der Filmverleih des Otto Preminger Instituts gegründet. 1992–1995 wurde das Cinematograph-Kino zur Austragungsstätte des America Film Festival, das unter dem Eindruck der internationalen Feiern zum „Columbusjahr“ 1992, der Feiern zur 500. Wiederkehr der Entdeckung Amerikas durch die Europäer ins Leben gerufen wurde. Das America Film Festival sollte dem Innsbrucker und Tiroler Kinopublikum unbekannte, vor allem lateinamerikanische Filme näher bringen. 1995 wurde es in Internationales Film Festival Innsbruck umbenannt. Seit 1994 ist im Cinematograph jährlich ein großer Teil des Programms der Diagonale, des wichtigsten österreichischen Filmfestivals abseits der Viennale zu sehen.

### Das Leokino
1998/1999 wurde das Leokino in der westlichen Innenstadt mit zwei Sälen adaptiert und wird seither ebenfalls vom Otto Preminger Institut betrieben. Die Wurzeln des Leokinos gehen zurück auf die Anfänge der katholischen Arbeiterbewegung in Tirol an der Wende zum 20. Jahrhundert. Es handelte sich zunächst um einen 1901 eröffneten Vereinssaal für die diversen Sektionen des Katholischen Arbeitervereins für Innsbruck, KAVI. Dieser wurde nach Papst Leo XIII. benannt, der mit der Sozialenzyklika die Grundlagen für die moderne katholische Soziallehre gelegt hatte. Nach dem Anschluss Österreichs an das deutsche Reich wurde das Vermögen des KAVI beschlagnahmt, so auch der Leosaal. Nach 1945 wurde die von Fliegerbomben und Plünderern stark beschädigte Liegenschaft nach Verhandlungen dem KAVI wieder zurückgegeben. Es kam der Gedanke auf, aus dem Vereinssaal ein Kino zu machen. Dieses wurde 1956 eröffnet und mit 458 Sitzplätzen vom KAVI betrieben. 1978 wurde es vom Betreiber des Metropolkino, eines der größten Kinos in Innsbruck, gepachtet. 1998/1999 wurde das Kino restauriert und dem modernen Kinobetrieb angepasst. Das Leokino ist neben dem Wiener Gartenbaukino eines der beiden Kinos in Österreich, in denen noch 70-mm-Analogfilmmaterial vorgeführt werden kann.

## Regelmäßige Publikationen
Seit 1974 gibt das Otto Preminger Institut eine monatlich erscheinende Programmzeitung heraus, um über das laufende Filmgeschehen zu unterrichten. Diese erschien zwischen 1974 und 1994 unter dem Namen Cinematographisches Calendarium als Faltblatt in schwarz-weiß, meist mit einem Umfang von 5 bis 10 Seiten. 1995 wurde der Titel der Zeitschrift in Cinematograph umbenannt. Unter diesem Titel erschien das Heft von der Nummer 1/1995 bis 5/1999. Mit der Wiedereröffnung des Leokinos erfolgte ein neuerlicher Namenswechsel zu Leokino Cinematograph. Ab dieser Nummer wurde die Zeitschrift zweifärbig aufgelegt.